# Crkva Gospe od Bezgrješnog začeća u Truši
Crkva Gospe od Bezgrješnog začeća s bratimskom kućom u zaselku Truši, Tugare, zaštićeno kulturno dobro

## Opis dobra
Vrijeme nastanka: 16. do 18. stoljeće. Crkva Gospe od Bezgrešnog začeća u zaseoku Truša jednostavna je kamena građevina pravokutnog oblika, građena kamenim tesancima pokrivena kamenim pločama, crkva završava ravnim zidom, bez apside. Duga je 8,80 a široka 5,50 metara.Crkvica je pravilno orijentirana, stiješnjena među kućama, tek s južne strane ima popločanu plokatu. Na glavnom pročelju iznad jednostavnih jednostranih vrata zid je raščlanjen uskim prozorom uokvirenim masivnim kamenim tesancima. Iznad otvora diže se jednostavna jednolučna preslica sa zvonom. Uska pravokutna građevina nadsvođena je prelomljenim gotičkim svodom. Prvi puta spominje se u vizitaciji nadbiskupa Stjepana Cupillija 11. svibnja 1711. godine koji kaže da je već posvećena i uredna. Briga bratima i puka o crkvi potvrđuje se i u vizitaciji nadbiskupa Antuna Kačića iz 1745. godine kada se piše da je crkva nađena u dobrom stanju, te nema primjedbe za nabavu inventara ili kakav popravak. Do danas, mještani za crkvu skrbe i održavaju je u najboljoj mogućoj mjeri. Iako se spominje 1711. godine, građena je ranije ( u izvorima se spominje 1599. godina kao godina gradnje) na što ukazuje i način svođenja crkve i upotreba masivnih kamenih blokova za njenu izgradnju. Cjelina očuvanog izvornog inventara (s posebnim naglaskom na jedini očuvani izvorni oslik na pjevalištu), očuvanost crkve i bratimske kuće, te njihova prostorna dispozicija čine ovaj sklop vrijednim spomenikom identiteta i kulture Poljica.

## Zaštita
Pod oznakom Z-6774 zavedena je kao nepokretno kulturno dobro - pojedinačno, pravna statusa zaštićena kulturnog dobra, klasificirano kao "sakralna graditeljska baština".